# Hubert Müller (Badminton)
Hubert Müller (* 1. September 1964) ist ein Schweizer Badmintonspieler. 

## Karriere
Hubert Müller wurde 1982 und 1983 Schweizer Juniorenmeister. 1986 gewann er zwei Titel bei den Erwachsenen. 1987 und 1988 siegte er bei den Malta International. 1989 und 1991 nahm er an den Badminton-Weltmeisterschaften teil.

## Sportliche Erfolge
| Saison | Veranstaltung                          | Disziplin    | Platz | Name                                  |
| ------ | -------------------------------------- | ------------ | ----- | ------------------------------------- |
| 1982   | Schweizer Meisterschaften der Junioren | Herreneinzel | 1     | Hubert Müller                         |
| 1983   | Schweizer Meisterschaften der Junioren | Herreneinzel | 1     | Hubert Mller                          |
| 1983   | Schweizer Meisterschaften der Junioren | Herrendoppel | 1     | Hubert Müller / Beat von Rotz         |
| 1987   | Schweizer Einzelmeisterschaften        | Mixed        | 1     | Hubert Müller / Nicole Zahno          |
| 1987   | Schweizer Einzelmeisterschaften        | Herrendoppel | 1     | Hubert Müller / Werner Riesen         |
| 1987   | Malta International                    | Herreneinzel | 1     | Hubert Müller                         |
| 1988   | Malta International                    | Herrendoppel | 1     | Thomas Althaus / Hubert Müller        |
| 1991   | Schweizer Einzelmeisterschaften        | Herrendoppel | 1     | Hubert Müller / Christian Nyffenegger |